# Логмозеро
Ло́гмозеро — озеро в Карелии, на границе Петрозаводска (район Соломенное, юго-западный берег озера) и Прионежского района.

## Общие сведения

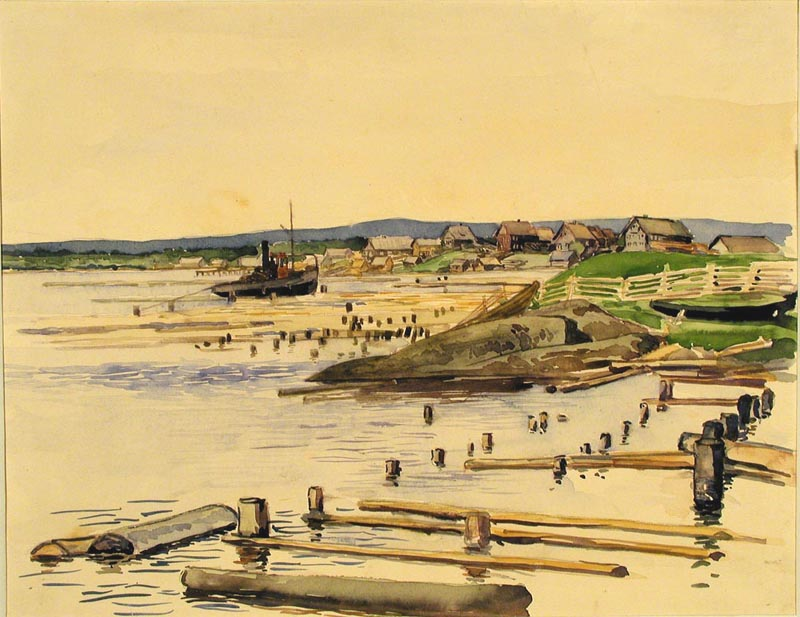
Буксирный пароход в Логмозеро, Генрих Фогелер

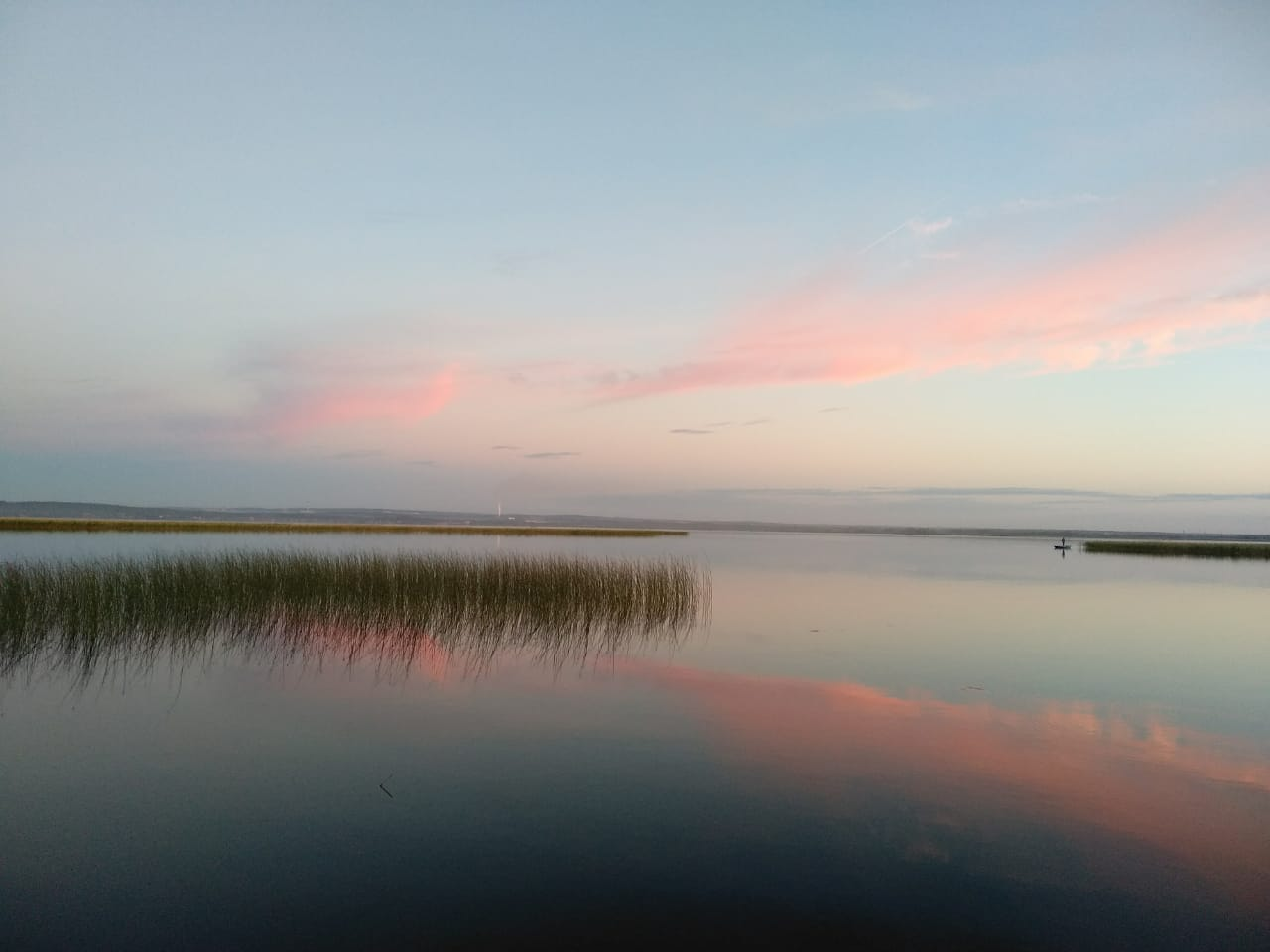
Вид с восточного берега на озеро Логмозеро на закате, июль 2018.

Площадь поверхности — 16,1 км². Объём воды — 0,053 км³. Высота над уровнем моря — 33,0 м.
Логмозеро расположено к северу от Петрозаводской губы Онежского озера.
В западную часть озера впадает река Шуя. Её устье разделено на три рукава двумя низкими островами, поросшими кустарником и редкими, преимущественно лиственными, деревьями. Южный остров называется Светич. Ширина реки 20-60 метров, глубины в устье доходят до 4-6 метров.
Другие впадающие реки — Томица, Нючкина (с притоком — рекой Холодной, Логморучей, Святлица, Падас. Сток в Петрозаводскую губу Онежского озера через Логмозерскую протоку в южной части озера.
В озере преобладают небольшие глубины. По этой причине во время сильного ветра на озере поднимается острая волна, представляющая серьёзную опасность для судов маломерного флота.
Грунт посредине озера и у западного берега — ил, покрытый толстым слоем затонувших остатков древесины; в северной его части, у восточного и южного берегов — мелкий песок, местами камень и галька; в южной части — ил. В южной части озера имеются ряды свай, используемые для швартовки плотов. На озере в достаточном количестве встречаются топляки — затонувшие бревна, один конец которых торчит над поверхностью воды: они также представляют большую опасность для судоходства маломерного флота.
В юго-восточной части озера (севернее Соломенного) находится остров Копылок, в юго-западной части — остров Грифостров, в западной части напротив и в устье Шуи — острова Светич и Монастырский.
Из промысловых рыб в озере постоянно обитают щука, плотва, окунь, лещ.
Восточные окрестности озера живописны, там располагаются села Заозерье, Судострой и Лехнаволок. Вдоль берегов произрастают рогоз и тростник, в зарослях которых гнездятся утки.
Автомобильное сообщение с посёлками, расположенными на восточном берегу озера, осуществляется посредством установленного через протоку 30-метрового понтонного моста с регулируемым светофором реверсивным движением.
На высоком скалистом берегу протоки расположена церковь во имя Сретения Господня.

## Происхождение названия
Существует несколько версий происхождения названия озера. По одной из них, в основе названия лежит карельский термин lodma (низина). Это слово в русском языке могло усвоиться как «логма». Следовательно, Логмозеро — озеро, расположенное в низине. По другой версии, в основе слова — саамский термин «ложма» или «лужма», этот термин можно перевести как озеровидное расширение в истоке или низовьях реки. Логмозеро именно в таком месте и расположено — в устье реки Шуи. Со временем «ж» могло трансформироваться в «г».

## Использование озера
Логмозеро судоходно, в настоящее время несколько раз в навигацию осуществляется движение грузовых и обслуживающих судов до причалов Соломенского лесозавода, с разводкой понтонного моста. Ранее суда ходили до устья реки Шуя (до 1960-х годов, когда река перестала быть судоходна), также с начала 1930 годов до 1962 года осуществлялись пассажирские перевозки от пристаней Петрозаводск и Соломенное до пристаней Судострой, Шликин Наволок и Лехнаволок. Линию обслуживали в 1930 — начале 1950-х годов пароходы «Рабочий вождь» («Онежец»), «Джамбул», мотокатер-14, в 1950-х — 1962 год — теплоходы «Окунь», «Лермонтов» и Москвич-172.
Озеро является источником водоснабжения посёлка Заозерье, а также принимает коммунально-бытовые сточные воды посёлка Шуя.

## Озеро в культуре
Логмозеро описано в одноимённом рассказе известного писателя-натуралиста Анатолия Онегова.